# Marian Dudziak
Marian Andrzej Dudziak (ur. 2 lutego 1941 w Wielichowie) – polski naukowiec, specjalista konstrukcji maszyn, lekkoatleta, srebrny medalista olimpijski.

## Życiorys
Urodził się 2 lutego 1941 roku w Wielichowie koło Grodziska Wielkopolskiego w rodzinie Bronisława i Gertrudy z domu Kaczmarek. Maturę zdał w 1959 w Liceum Ogólnokształcącym w Wolsztynie. Podjął studia na Politechnice Poznańskiej. Ukończył tam Wydział Mechanizacji Rolnictwa w 1964 uzyskując tytuł zawodowy magistra inżyniera mechanika. Doktorat w 1974, a habilitację uzyskał w 1990. W 1997 otrzymał tytuł naukowy profesora nauk technicznych. W latach 1991–2011 był kierownikiem Katedry (wcześniej Zakładu) Podstaw Konstrukcji Maszyn.

### Przebieg pracy zawodowej i naukowej
Po ukończeniu studiów, w latach 1965–1968 pracował w przemyśle na stanowisku inżyniera w Wojewódzkiej Stacji Napraw Samochodów oraz Teletra na stanowisku technologa opracowań procesów i technologa warsztatowego. Od 1 lutego 1968 r. podjął pracę w Zakładzie Podstaw Konstrukcji Maszyn Politechniki Poznańskiej na stanowisku asystenta. Nauczyciel akademicki w latach 1991–2003 był kierownikiem Zakładu Podstaw Konstrukcji Maszyn a od 1 grudnia 2003 roku kierownikiem Katedry Podstaw Konstrukcji Maszyn, którą to funkcję pełnił do 2011 roku.
Swoje zainteresowanie oraz działalność naukową skupił wokół problematyki:
1. Mechanicznych układów napędowych w maszynach i urządzeniach,
2. Teorii sprzężenia ciernego w przekładniach cięgnowych,
3. Konstrukcji specjalistycznych urządzeń i maszyn wraz z wdrożeniem,
4. Mechanizmów tarcia konstrukcyjnego i wewnętrznego w konstrukcyjnych materiałach w budowie maszyn,
5. Metodyk badań cech konstrukcyjnych: geometrycznych, stanu powierzchni oraz funkcjonalnych w budowie maszyn,
6. Zastosowania nieklasycznych modeli materiałów w projektowaniu,
7. Teorii konstrukcji maszyn i analiz konstrukcji metodami nośności granicznej,
8. Badań bezpieczeństwa maszyn i urządzeń oraz wypadków komunikacyjnych.

### Główne osiągnięcia naukowe i zawodowe w dyscyplinie
Profesor inżynier Dudziak jest autorem ponad 300 publikacji wydanych w znanych wydawnictwach:
- krajowych:

1. Buletin de'l Akademie Polonaise des Sciences, Ser. Sci. Techn. (2 poz.)
2. Journal of Theoretical and Applied Mechanics (3 poz.)
3. The Archive of Mechanical Ingineering (1 poz.)
4. Rozprawy inżynierskie (1 poz.)
5. Machine Dynamic Problems (5 poz.)
6. Przegląd Mechaniczny (4 poz.)
7. Mechanik (4 poz.)

- zagranicznych:

1. Res Mechanica (GB)
2. Ingenieur - Archiv (D)
3. Maschineumarkt (D)
4. Kautschuk Gummi Kunststoffe (D)
5. Bichnik (UK)
6. Detali Maszyn (R)
7. Studium Vilanese (LT)
8. Proceedings of PACAM X oraz XI
9. American Academy of Mechanics 15th US National Congress of Theoretical and Applied Mechanics (USA)

Profesor inżynier jest także autorem (lub współautorem) monografii i podręczników:
- Zagraniczna:

1. Applications of the theory of plasticity to the analysis of capacity of notched constructional details Universiade de Beira Interior Covilha, Portugal 1994

- Krajowe:

1. Zapis konstrukcji, Poznań, Wyd. Politechniki Poznańskiej 1995 (wyd. I); 1996 (wyd. II)
2. Analiza elementów konstrukcyjnych metodami nośności granicznej, Wyd. Politechniki Poznańskiej 1995
3. Przekładnie cięgnowe, Warszawa, PWN, 1997
4. Zapis konstrukcji, Warszawa, PWN, 1999
5. Nieklasyczne modele materiałów w projektowaniu maszyn, Poznań-Radom, Wyd. ITE, 2001
6. Proces hamowania samochodu a bezpieczeństwo w ruchu drogowym, Poznań-Radom, Wyd. ITE 2002
7. Modeling and Simulation in Machine Design, Kazimierz Great Iniversity, Bydgoszcz 2009
8. Projektowanie i Badanie Urządzeń Mechatronicznych, Poznań University of Technology, Poznań, 2010

Jest on autorem lub współautorem 28 patentów krajowych oraz ponad 100 wdrożonych rozwiązań konstrukcyjnych i technologicznych. Kilka nagrodzonych konstrukcji to:
1. Opracowanie i wdrożenie automatycznego sterowania procesem obróbki w obrabiarkach typu CC1-6/2P do frezowania układów nacięć na grani roboczej kluczy zamknięć bębenkowych. Była to konstrukcja pierwszej w Polsce obrabiarki numerycznie sterowanej generującej ponad 38000 operacji 1977/78.
2. Opracowanie mechanicznego magazynowania i automatycznego podawania wielkogabarytowych płyt meblarskich do cięcia na technologiczne formaty. Praca ta uzyskała I Nagrodę Naczelnej Organizacji Technicznej, Poznań 1988 r.
3. Opracowanie technologii obwiedniowego frezowania pierścieni zębatych dla sprzegięł zębatych oraz Konstrukcja i wykonanie obrabiarki specjalnej ZSP-25 do nacinania czołowych uzębień sprzęgieł zębatych.

Za wdrożenie tych prac w Fabryce Urządzeń Mechanicznych w Ostrzeszowie zespół prof. inż. Dudziaka otrzymał w 1987 roku Nagrodę Ministra Przemysłu Maszynowego i Ciężkiego.

### Nagrody i wyróżnienia
Profesor inżynier Marian Dudziak jest trzykrotnym laureatem Nagrody Indywidualnej Ministra MEN III stopnia "za wybitne osiągnięcia naukowe". Otrzymał Nagrodę NOT I stopnia "za wybitne osiągnięcia w dziedzinie techniki"; Nagrodę Zespołową Ministra Przemysłu Maszynowego "za wybitne osiągnięcia w dziedzinie techniki"; Nagrodę Wojewódzką "za wybitne osiągnięcia w dziedzinie techniki i przemyśle"; I miejsce w VI etapie, a X miejsce w końcowej klasyfikacji Ogólnopolskiego Konkursu Wynalazczego. Uczestniczył we wszystkich Sympozjonów PKM, począwszy od VII w Uniejowie w 1975 r. Podczas sympozjonów wygłosił 6 plenarnych referatów. W 1981 roku był organizatorem XVI Sympozjonu w Kiekrzu k/Poznania. W lutym 2020 został uhonorowany przez kapitułę Poznańskiej Gali Sportu tytułem Superseniora Poznańskiego Sportu. W 2021 został odznaczony Krzyżem Kawalerskim Orderu Odrodzenia Polski.

### Dorobek wychowawczy
Wychował 10 doktorów oraz 2 habilitantów oraz n-dyplomantów.

## Kariera sportowa
Był sprinterem. Dwukrotnie brał udział w olimpiadach. W Tokio w 1964 zdobył srebrny medal w sztafecie 4 × 100 metrów (wraz z Andrzejem Zielińskim, Wiesławem Maniakiem i Marianem Foikiem), a w biegu na 100 metrów odpadł w ćwierćfinale. W Meksyku w 1968 był ósmy w sztafecie 4 × 100 metrów (z Maniakiem, Nowoszem i Romanowskim) a w biegu na 100 metrów ponownie odpadł w ćwierćfinale, zajmując w nim 5. miejsce z wynikiem 10,32 s. (wiatr +4,2 m/s).
Dwa razy wystąpił w mistrzostwach Europy, za każdym razem zdobywając medal. W Budapeszcie w 1966 został wicemistrzem Europy w biegu na 200 metrów, a sztafeta 4 × 100 metrów z jego udziałem odpadła w eliminacjach. W Helsinkach w 1971 zdobył srebrny medal w sztafecie 4 × 100 metrów (z Gerardem Gramse, Tadeuszem Cuchem i Nowoszem).
Trzykrotnie wziął udział w europejskich igrzyskach halowych (poprzedniku halowych mistrzostw Europy): w Pradze w 1967 zajął 5. miejsce w biegu na 50 m. W Madrycie w 1968 zdobył srebrny medal w sztafecie 1+2+3+4 okrążenia (z Waldemarem Koryckim, Andrzejem Badeńskim i Edmundem Borowskim), a na 50 metrów odpadł w półfinale. W Belgradzie w 1969 odpadł w eliminacjach na tym dystansie.
Zwyciężył na 100 metrów w finale Pucharu Europy w 1965 w Stuttgarcie.
Dwa razy był mistrzem Polski: na 100 m w 1968 i na 200 m w 1966. Był także wicemistrzem na 200 m w 1970 i w sztafecie 4 × 100 metrów w 1968, a brązowym medalistą na 200 m w 1971 i w sztafecie 4 × 100 metrów w 1963.
Zajął 10. miejsce w Plebiscycie Przeglądu Sportowego 1965.
Był zawodnikiem poznańskich klubów: Orkan i Olimpia.